# 堀川アサコ

堀川 アサコ（ほりかわ あさこ、1964年7月20日 - ）は、日本の小説家。青森県青森市出身、同市在住。日本推理作家協会会員。
青森県立青森高等学校卒業。一時期は仙台市宮城野区福田町に在住し、会社員として働いていた。
2002年、『芳一――鎮西呪方絵巻』が第15回小説すばる新人賞の最終候補。2006年、『闇鏡』で日本ファンタジーノベル大賞優秀賞を受賞し、デビュー。

## 作品

### イタコ千歳シリーズ
イラストは小手川ゆあ。
- たましくる イタコ千歳のあやかし事件帖（2009年10月 新潮社 / 2011年5月 新潮文庫〈カバー装丁：こより）
- 魔所 イタコ千歳のあやかし事件帖2（2010年8月 新潮社 / 2013年10月　新潮文庫）
  - 【改題】これはこの世のことならず　たましくる 2（2013年10月 新潮文庫）

### 幻想シリーズ
- 幻想郵便局（2011年4月 講談社 / 2013年1月 講談社文庫）
- 幻想電氣館（2012年4月 講談社）
  - 【改題】幻想映画館（2013年5月 講談社文庫）
- 日記堂ファンタジー（2012年8月 講談社）
  - 【改題】幻想日記店（2014年1月 講談社文庫）※大幅改稿
- 幻想探偵社（2014年10月 講談社 / 2015年7月 講談社文庫）
- 幻想温泉郷（2016年12月 講談社文庫）
- 幻想短編集（2018年9月 講談社文庫）
- 幻想寝台車（2019年4月 講談社文庫）

### 予言村シリーズ
- 予言村の転校生（2014年7月 文春文庫）
- 予言村の同窓会（2015年9月 文春文庫）
- 三人の大叔母と幽霊屋敷（2016年9月 文春文庫）

### 竜宮電車シリーズ
- 竜宮電車（2015年6月 徳間書店 / 2017年2月 徳間文庫）
- 水中少女-竜宮電車-（2017年3月 徳間文庫）

### お鈴さんシリーズ
- おせっかい屋のお鈴さん（2016年2月 角川書店 / 2017年9月 角川文庫）
- お天気屋のお鈴さん（2018年2月 角川文庫）

### 桜井千鶴のお客様相談ノートシリーズ
- 『おもてなし時空ホテル』新潮社〈新潮文庫nex〉、2018年6月。ISBN 978-4-10-180129-2。
- 『おもてなし時空カフェ』新潮社〈新潮文庫nex〉、2019年10月。ISBN 978-4-10-180170-4。

### その他の作品
- 闇鏡（2006年11月 新潮社）
  - 【改題】ゆかし妖し（2015年11月 新潮文庫nex）
- 月夜彦（2011年10月 講談社 / 2018年11月 講談社文庫）
- 芳一（2012年11月 講談社）
- 不思議プロダクション（2014年8月 幻冬舎文庫）
- 大奥の座敷童子（2015年3月 講談社 / 2016年5月 講談社文庫）
- おちゃっぴい 大江戸八百八（2015年7月 講談社 / 2016年11月 講談社文庫）
- 小さいおじさん（2016年4月 新潮文庫nex）
- 月下におくる：沖田総司青春録　上（2017年4月 講談社文庫）
- 月下におくる：沖田総司青春録　下（2017年4月 講談社文庫）
- 100回泣いても変わらないので恋することにした。（2017年7月 新潮文庫nex）
- オリンピックがやってきた 1964年北国の家族の物語（2017年9月 角川書店）
  - オリンピックがやってきた 猫とカラーテレビと卵焼き（2019年5月 角川文庫）《2017年刊の修正》
- 仕掛け絵本の少女（2018年10月 小学館文庫）
- 魔法使ひ（2019年6月 講談社文庫）
- おもい おもわれ ふり ふられ（2019年7月 徳間文庫）
- 『誰も親を泣かせたいわけじゃない』徳間書店〈徳間文庫〉、2019年8月。ISBN 978-4-19-894493-3。
- 『うさぎ通り丸亀不動産 あの部屋、ワケアリ物件でした』KADOKAWA〈角川文庫〉、2019年9月。ISBN 978-4-04-108397-0。
- 『ひとの恋路をジャマするヤツは 和子と薫のあたふた日記』角川春樹事務所〈ハルキ文庫〉、2019年10月。ISBN 978-4-7584-4297-8。
- 『仕掛け絵本の少女 鬼と光君』小学館〈小学館文庫〉、2020年1月。ISBN 978-4-09-406737-8。
- 『幻想蒸気船』講談社〈講談社文庫〉、2020年4月。ISBN 978-4-06-519136-1。
- 『ある晴れた日に、墓じまい』KADOKAWA〈角川文庫〉、2020年8月。ISBN 978-4-04-109773-1。
- 『幻想商店街』講談社〈講談社文庫〉、2021年5月。ISBN 978-4-06-523133-3。
- 『伯爵と成金—帝都マユズミ探偵研究所—』新潮社〈新潮文庫〉、2021年10月。ISBN 978-4-10-180225-1。

### アンソロジー
「」内が堀川アサコの作品
- Fantasy Seller（2011年6月 新潮文庫）「暗いバス」
- esora Vol,13（2011年12月 講談社）「芳一-東国の亡霊」
- 怪談-黄泉からの招待状-（2012年8月 新潮文庫）「カストリゲンチャ」
- esora Vol.14（2012年4月 講談社）「誰ぞ-京洛の妖怪」
- esora Vol,15（2012年12月 講談社）「生きミイラ」
- ファンタジーへの誘い-ストーリーテラーのことのは-（2016年6月 徳間書店）《インタビュー集》

### 雑誌・PR誌
- 文藏 2015年5月号（2015年4月 PHP研究所）《インタビュー記事》
- IN★POCKET 2016年12月号（2016年12月 講談社）「魔法使ひ」